# Xylosteus spinolae
Xylosteus spinolae је врста инсекта из реда тврдокрилаца (Coleoptera) и породице стрижибуба (Cerambycidae). Сврстана је у потпородицу Lepturinae.

## Опис
Тело је светлије или тамније црвено-браон боје. Покрилца су са осам жућкастих мрља, а антене су средње дужине до кратке. Грудни сегмент са стране са по једним затупастим зубићем. Дужина тела од 14 до 16 мм.

## Распрострањеност
Врста је распрострањена на Балканском полуострву, јужној Аустрији и северној Италији. У Србији је спорадично налажена, углавном на планинама. 

## Биологија
Животни циклус траје две године. Биљка домаћин је леска (Corylus avelana). Ларве се развијају у мртвим стаблима и корењу леске. Адулти су ноћу активни и налазе се увек на биљци домаћину. Активни су од априла до јула.  

## Статус заштите
На подручју Србије је заштићена подврста Xylosteus spinolae rufiventris - налази се на Прилогу II Правилника о проглашењу и заштити строго заштићених и заштићених дивљих врста биљака, животиња и гљива.

## Синоними
- Xylosteus merkli Pic, 1910
- Rhagium rufiventre Germar, 1845